# Ionia County
Ionia County je okres ve státě Michigan v USA. K roku 2010 zde žilo 63 905 obyvatel. Správním městem okresu je Ionia. Celková rozloha okresu činí 1 503 km².

## Sousední okresy
| Růžice kompasu |              | Montcalm County | Gratiot County | Růžice kompasu |
| Růžice kompasu | Kent County  | Sever           | Clinton County | Růžice kompasu |
| Růžice kompasu | Kent County  | Ionia County    | Clinton County | Růžice kompasu |
| Růžice kompasu | Kent County  | Jih             | Clinton County | Růžice kompasu |
| Růžice kompasu | Barry County |                 | Eaton County   | Růžice kompasu |